# Всеволодовка (Волынская область)
Всеволодовка (укр. Всеволодівка) — село в Луцкой городской общине Луцкого района Волынской области Украины.
Код КОАТУУ — 0722881804. Население по переписи 2001 года составляет 30 человек. Почтовый индекс — 45623. Телефонный код — 332. Занимает площадь 0,374 км².